# 参孙和大利拉 (鲁本斯)
《参孙和大利拉》是弗兰芒巴洛克画家彼得·保罗·鲁本斯（1577-1640 年）的一幅木板油画，绘制于约1609-1610年，现藏于伦敦国家美术馆。
这幅画通过两幅现存的草图而闻名：一幅是收藏在辛辛那提艺术博物馆的木板上的油画研究，另一幅是收藏在阿姆斯特丹私人收藏的钢笔画.